# Heyerode (Südeichsfeld)
Heyerode ist ein Dorf im Unstrut-Hainich-Kreis in Thüringen. Seit dem 1. Dezember 2011 ist die vormals selbständige Gemeinde ein Ortsteil der Landgemeinde Südeichsfeld.

## Geografie
Im Westen von Heyerode liegt Katharinenberg, im Norden der Mühlhäuser Stadtwald, im Osten Oberdorla und im Süden Hallungen. Gemeinsam mit Wendehausen ist Heyerode der südlichste Ort des Eichsfeldes.
Nordwestlich von Heyerode befindet sich der Sengelsberg.

## Geschichte
Heyerode wurde vermutlich um 1250 gegründet. Die erste urkundliche Erwähnung als Hoiginrade war schließlich im Jahr 1356. Es folgte im Jahr 1363 die zweite urkundliche Erwähnung als Heigenrade und eine dritte wenige Jahre später 1367 als Heygenrode. Um das Jahr 1400 wurde das Grenzhaus erbaut. Die Obermühle wurde 1546 erstmals erwähnt. Obwohl Heyerode seit seiner Ersterwähnung zu den kurmainzischen Besitzungen am nördlichen Hainich mit der Vogtei Dorla gehörte, wurde der Ort erst Ende des 16. Jahrhunderts dem Amt Bischofstein und somit dem Eichsfeld zugeschlagen. Die Ortsbezeichnung wechselte darauf von „Heyerode am Hainich“ zu „Heyerode im Eichsfeld“. Gerichtsherren waren kurmainzische Lehnsmänner aus verschiedenen Adelsfamilien, im 14. Jahrhundert die von Keudell, Schindekopf, Seebach, Mihla, Hagen, Ebeleben und danach bis 1573 Berlepsch. Im Dreißigjährigen Krieg wurde das Grenzhaus zerstört und 1630 wieder aufgebaut. 1681 wurde in Heyerode das Pestkreuz aufgestellt und geweiht. Im Jahr 1800 wurde die Pfarrei Heyerode errichtet. Die erste Zigarettenfabrik nahm 1892 ihren Betrieb auf, 1906 die erste Strickfabrik.
Das Dorf zählte nach einer statistischen Untersuchung (um 1840) 950 katholische und 10 evangelische Einwohner. Es wurden 137 Wohnhäuser, 99 Stallungen und Scheunen, vier Gemeindehäuser, eine Schule, vier Dorfkrüge (Schankwirtschaften), zwei Mühlen mit je zwei Mahlgängen und drei Bierbrauereien genannt. Die Bevölkerung betrieb zu dieser Zeit überwiegend Textilfertigung: es wurden 25 Webstühle für Wollen- und Halbwollengewebe gezählt, weitere sieben Webstühle zählten als Nebenerwerb. Zwei Schneider, vier Schuhmacher, ein Grobschmied, zwei Hausschlächter, zwei Viehhändler, ein Großhändler sowie fünf Lebensmittelhändler (Victualienhändler) wurden ebenfalls notiert. Der Viehbestand umfasste 32 Pferde, 137 Rinder, 71 Schafe, 44 Ziegen und 50 Schweine. Die Dorfflur umfasste 2107 Morgen Fläche, die landwirtschaftliche Nutzfläche umfasste davon 1400 Morgen Ackerland, 35 Morgen Gartenland, 57 Morgen Wiesen und 4 Morgen Weiden. Ferner wurden 462 Morgen Gemeindewald und 149 Morgen Brachland genannt. Der Ertrag der Felder wurde als schlecht bis mittelmäßig eingeschätzt. Der Obstbau lieferte überwiegend Kirschen und Zwetschen, die als Dörrobst haltbar gemacht wurden.
Am 1. Dezember 2011 schloss sich die Gemeinde Heyerode mit den drei weiteren Gemeinden zur neuen Landgemeinde Südeichsfeld zusammen.

### Wüstung Reichensachsen
Im südwestlichen Teil der Gemarkung von Heyerode befindet sich der Wüstungsort Reichensachsen, auch „Wüste Kirche“ genannt. Urkundliche Belege für diesen Ort sind nicht bekannt, im 19. Jahrhundert waren aber noch die Lage der einzelnen Ackerstücke und die Plätze der früheren Gehöfte erkennbar.
Der Name Reichen-sachsen könnte auf die Ansiedlung von Sachsen im thüringischen Siedlungsgebiet durch Karl den Großen hinweisen. Vermutlich fällt die Gründung des Ortes in die Zeit der Grafen Wigger, die im 10. Jahrhundert hier Gaugrafen waren und 987 die Mark Dorla dem Erzbischof in Mainz schenkten. Die Bezeichnung „Wüste Kirche“ deutet darauf hin, dass der Ort eine Kirche besaß. Das Cyriakus-Patrozinium der heutigen Kirche in Heyerode war eng mit dem sächsischen Herrscherhaus und seinen hier eingesetzten Grafen im 10. Jahrhundert verbunden. Der Ort Heyerode wurde aber zu einer späteren Zeit gegründet, der in die Rodungsperiode fällt und neben der Gemarkung von Reichensachsen dicht am Hachelberg erfolgte, der bereits zum Vogteier Hainichwald gehörte. Mit der Aufgabe des Ortes und der Übersiedlung der Bewohner nach Heyerode wurde vermutlich auch das Cyriakus-Patrozinium auf die dortige Kirche übertragen.

## Bürgermeister
- 1791–1823: Schulze Huhnstock
- 1823–1852: Schulze Hahn
- 1852–1864: Wilhelm Gutmann
- 1864–1892: Wilhelm Henning
- 1892–1900: Alois Gutmann
- 1900–1906: Johann-Michael Hentrich
- 1906–1912: Johann-Michael Henning
- 1912–1913: Louis Zengerling
- 1913–1914: Karl Hentrich
- 1914–1915: Louis Zengerling
- 1915–1915: Alois Uthe
- 1915–1918: Wilhelm Ochsenfahrt
- 1918–1923: August Laufer
- 1923–1945: Franz Huhnstock
- 1945–1945: Anton Henning
- 1945–1945: Karl Hentrich
- 1945–1946: Paul Hohlbein
- 1946–1958: Josef Böhm
- 1958–1959: Wilhelm Henning
- 1959–1960: war die Stelle von einem ehrenamtlichen Bürgermeister besetzt
- 1960–1961: Heinrich Vondran
- 1961–1983: Erhard Vogt
- 1983–2002: Wendelin Henning
- seit 2002: Andreas Henning

## Gemeindepartnerschaften
Die Gemeinde Neuenkirchen im nördlichen Münsterland ist die Partnergemeinde Heyerodes.

### Wappen
Blasonierung: „Von Rot und Silber gespalten und rechtsgeteilt, vorne oben ein silbernes Mühleisen, unten ein sechsspeichiges silbernes Rad, hinten eine aus Blättern stilisierte schwarzbewurzelte grüne Eiche mit umlaufender Sitzbank (in natürlichen Farben).“ – Die Flagge der Gemeinde ist grün-weiß-gespalten, belegt mit dem Gemeindewappen.
Wappenerklärung: Das Mühleisen steht für die jahrhundertelange Mühlentradition (Unter- und Obermühle), das silberne Rad für die lange Zugehörigkeit zu Kurmainz und die stilisierte Eiche für die hochragende Eiche auf dem Anger.

## Wirtschaft

### Straßenverkehr
Die Verkehrsanbindung erfolgt in Richtung Mühlhausen und Wanfried über die B 249, welche man in Katharinenberg über die Landstraße 2104 erreicht. In südlicher Richtung führt die L 2107 (Heyerode–Hallungen–Nazza) und die L 1016 zwischen Mühlhausen und Eisenach. In östliche Richtung gelangt man nach Oberdorla über die Landstraße 2104.

### Schienenverkehr

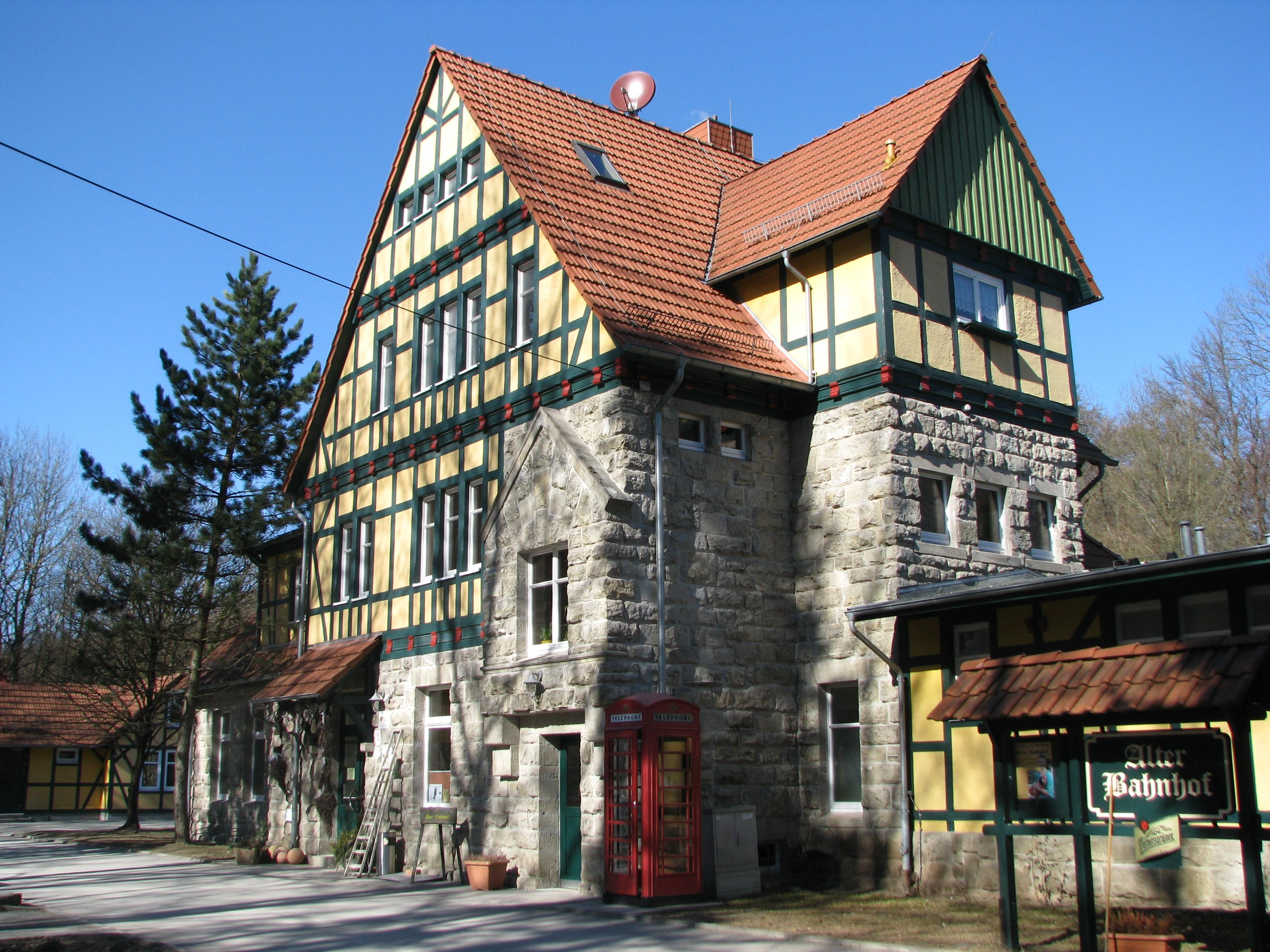
Bahnhof Heyerode

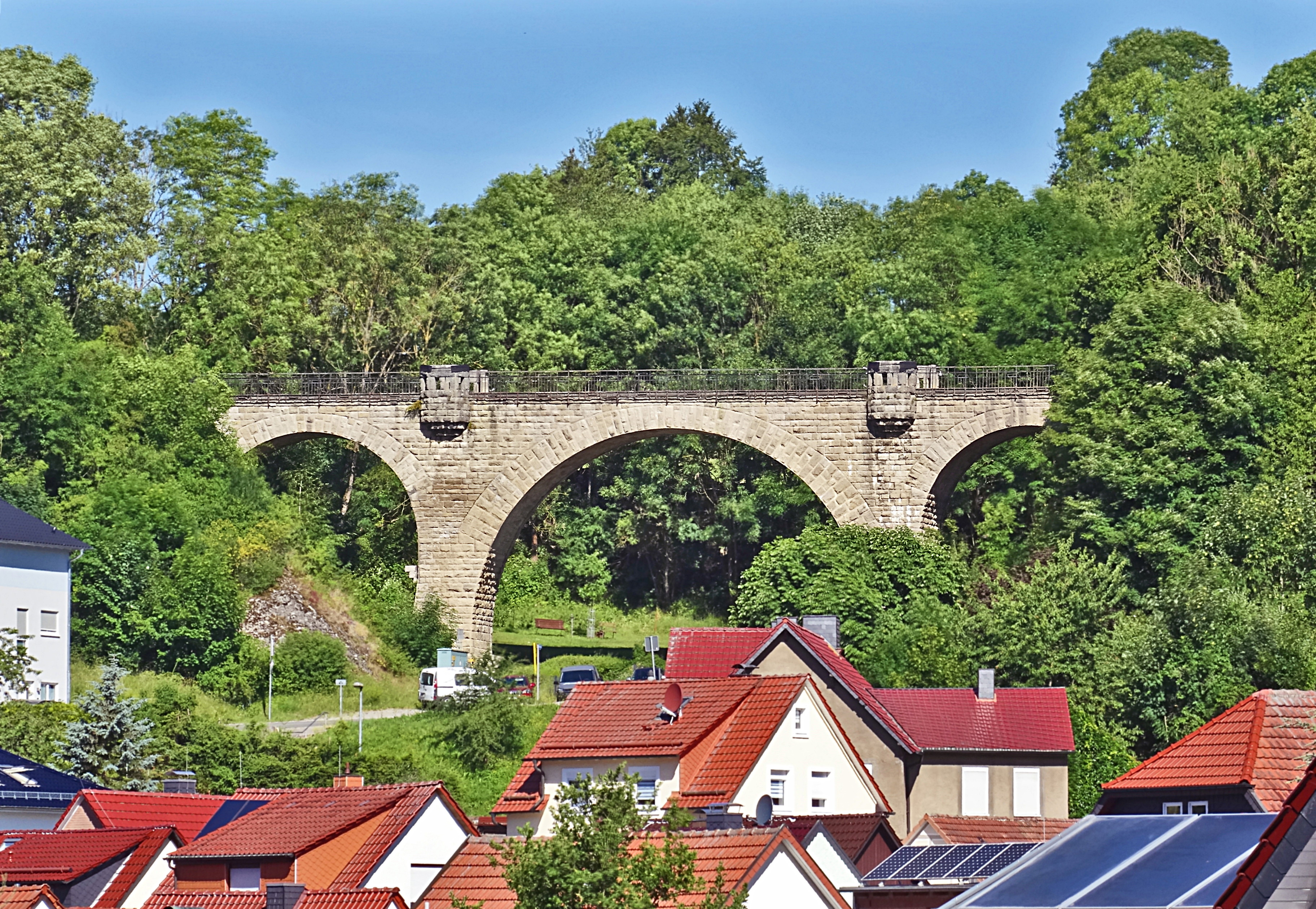
„Bahnbrücke“, Teil der ehemaligen Bahnstrecke Mühlhausen–Treffurt

Von 1911 bis 1969 hatte Heyerode eine Anbindung an die noch als Vogteier Bimmel bekannte Bahnstrecke Mühlhausen–Treffurt, welche über den Hainich hinweg das Mühlhäuser Becken mit dem Werratal verband. Am 1. April 1911 wurde der erste Streckenabschnitt von Treffurt nach Heyerode eröffnet und am 30. Juni 1911 der Abschnitt von Heyerode nach Mühlhausen. Wegen Standortproblemen nahe dem Viadukt bei Heyerode wurde der Bahnhof auf Niederdorlaer Gemarkung beim Waldgasthof gebaut. Der Bahnhof (km 17,25) in Heyerode war mit 427,8 m der höchstgelegene Bahnhof und Streckenabschnitt der gesamten Bahnstrecke. Neben zwei Bahnsteiggleisen gab es ein weiteres Durchgangsgleis, ein Ladegleis an der Landstraße und zwei Gleise mit Rampe zur Holzverladung. Die Lage mitten im großen Waldgebiet des nördlichen Hainichs ermöglichte einen raschen Abtransport des Holzes. Nach 1945 wurde die Strecke im vereinfachten Nebenbahndienst betrieben und Heyerode war Zugleitbahnhof für den Abschnitt zwischen Mühlhausen und Wendehausen. Nachdem bereits der Güterverkehr auf die Straße verlagert wurde, kam es 1968 auch zur Einstellung des Personenverkehrs in Heyerode. 1969 wurde die Strecke komplett stillgelegt und danach zurückgebaut.
Das Bahnhofsgebäude mit dem Güterschuppen blieb erhalten und gehörte von 1971 bis 1991 der Kammgarnspinnerei in Mühlhausen als Ferienobjekt. Seit 1998 betreiben die Mühlhäuser Werkstätten den Landgasthof „Alter Bahnhof“ mit Restaurant, Gästehaus und einem Kinderbauernhof. Auf der alten Bahntrasse verbindet jetzt der Unstrut-Werra-Radweg das Unstrut- und Werratal. Heute erfolgt die Anbindung über die Bahnhöfe in Eisenach und Mühlhausen.

### Öffentlicher Personennahverkehr
Nach Heyerode verkehrt die Buslinie L-28 der Verkehrsgesellschaft Wartburgkreis mbH auf der Strecke Eisenach–Mihla–Nazza–Hallungen–Heyerode.
Neben seiner Bedeutung für die Beförderung von Schülern ist der Busverkehr auch wichtig als Zubringer zum Bahnhof und für die auf Wandertourismus orientierten Umlandgemeinden.

### Radwege
Der im Aufbau befindliche Haineck-Radweg verbindet die Ortschaften um Heyerode mit den Radwegenetzen des Werratales, der Stadt Mühlhausen und des südlichen Eichsfeldes. Seit 2016 ist der Unstrut-Werra-Radweg auf großen Teilen des alten Bahndammes zwischen Unstrut- und Werratal freigegeben.

## Kultur und Sehenswürdigkeiten
Der Ort verfügt über ein relativ geschlossenes Ensemble an Fachwerkhäusern und -hofanlagen. In der Flur, am Weg zum Breitloh befinden sich an markanten Punkten Feldkreuze. An der ehemaligen Landesgrenze, beispielsweise an der Ortsverbindungsstraße nach Hallungen, findet man noch markante Grenz- und Wappensteine mit dem Mainzer Rad.

### Bauwerke
Am östlichen Ortsrand befindet sich das historische Grenzhaus, es ist der südliche Endpunkt des Mühlhäuser Landgrabens und war im Mittelalter zunächst eine Zollstelle an der Altstraße von der Reichsstadt Mühlhausen und von Oberdorla zum Werratal bei Wanfried und Treffurt. Später diente es als Forsthaus. Das Grenzhaus ist heute im Privatbesitz und dient einem Landschaftsmaler als Atelier. Die Besonderheit des Gebäudes ist, dass die Straße durch das Erdgeschoss des Hauses verläuft, ursprünglich war dieser Gebäudeteil wohl ein Torturm.
In der Ortslage befindet sich zwei Kirchen, die katholische Kirche und die alte Dorfkirche, auch Marienkirche  genannt. Die am Lempertsbach an der Gemarkungsgrenze zu Hallungen gelegenen Mühlen Obermühle (bis 1960er Jahre in Betrieb) und die seit 1548 nachweisbare Untermühle (bis 1938 in Betrieb) sind repräsentative Fachwerkgebäude. Bei der Obermühle kann man noch das oberschlächtige Mühlrad vorfinden. Die Wasserzufuhr erfolgt über ein auf Stelzen gesetztes hölzernes Gerinne. Die noch funktionstüchtige Mühle ist als Technisches Denkmal ausgewiesen. Oberhalb der Mühle befindet sich auf einem nach Westen abfallenden Bergsporn die Reste der Wallburg Sommerstein.
Auch der ehemalige Bahnhof von Heyerode ist noch erhalten und erinnert an die Vogteier Bimmel. Von 1911 bis 1969 hatte Heyerode einen Bahnhof, es lag an der als Vogteier Bimmel bekannten Bahnstrecke Mühlhausen–Treffurt, die über den Hainich hinweg das Mühlhäuser Becken mit dem Werratal verband.

### Regelmäßige Veranstaltungen
Seit 1996 findet einmal jährlich „Rock am Bahnhof“ statt, ein Open-Air-Festival, bei dem auch schon berühmte Bands wie Revolverheld aufgetreten sind.
Bei der jährlich stattfindenden Heyeröder Kirmes traten bereits bekannte Sänger wie Stefan Mross oder Oliver Thomas auf.

## Persönlichkeiten
Heyerode gedenkt des Wirkens des Pfarrers Theodor Helbig, der trotz Verbot Gottesdienste für polnische Zwangsarbeiter hielt und dafür 1940 Gestapohaft auf dem Erfurter Petersberg erdulden musste.

## Söhne und Töchter der Stadt
- Alf Zengerling (1884–1961), deutscher Filmregisseur und Drehbuchautor

## Sonstiges
Als Zeugnisse eines derben Volkshumors bildeten sich oft bereits vor Jahrhunderten Besonderheiten des jeweiligen Dorfes charakterisierende Neck- und Spitznamen heraus. Demnach lebten hier im Ort die Heyröder Huppenmannerchen – von Huppe = Nuckel, Baby-Schnuller – In Heyerode wurden Zigarren gefertigt, daher traf man vor Zeiten im Ort viele Männer mit Zigarrenstummeln im Mund auf der Straße an.
Als Folge der Eisenbahntrassierung wurde bei Heyerode ein 500 m langer Einschnitt in das anstehende Muschelkalkgestein erforderlich. Für Geologen bietet dies eine wertvolle Studiengrundlage zum Gebirgsaufbau des Hainich.